# Swapnil Kusale
Swapnil Kusale, né le 6 août 1995 à Kambalwadi dans le district de Kolhapur en Inde, est un tireur sportif indien. Il remporte la médaille de bronze aux Jeux olympiques d'été de 2024 à Paris dans l'épreuve masculine de carabine à 50 mètres à trois positions.

## Biographie

### Jeunesse, débuts professionnels
Swapnil Kusale naît le 6 août 1995 dans le village de Kambalwadi, dans le district de Kolhapur de la division de Pune de l'État du Maharashtra en Inde. Son père l'inscrit en 2009 au programme sportif Krida Prabhodini du gouvernement du Maharashtra. Après un an d'entraînement physique intense, Swapnil Kusale doit choisir un sport et finit par choisir le tir. En 2015, il est contrôleur de billets pour les chemins de fer indiens à Pune, ce qui lui permet d'acheter son premier fusil.

### Carrière de tireur
En 2015, Swapnil Kusale remporte la médaille d'or en carabine couchée 50 m 3 positions dans la catégorie junior aux Championnats d'Asie de tir 2015 au Koweït. La même année, il remporte aussi le championnat national de tir qui se tient à Tughlakabad devant ses concurrents Gagan Narang et Chain Singh dans l'épreuve de tir à la carabine à air comprimé de 50 m. Il réédite la même performance en 2017 lors du championnat national à Thiruvananthapuram en remportant la médaille d'or au 50 m carabine 3 positions.
Swapnil Kusale obtient en octobre 2022 une place de quota olympique pour l'Inde dans l'épreuve masculine de carabine à 50 mètres 3 positions avec une quatrième place aux Championnats du monde de tir ISSF 2022 au Caire. Il est sélectionné en mai 2024 dans l'équipe olympique indienne de tir à la carabine 50 m 3 positions après les essais de Delhi et de Bhopal. Bien qu'il n'ait terminé que cinquième lors de l'épreuve finale, Swapnil Kusale est sélectionné dans l'équipe comme deuxième tireur en fonction de ses performances lors des trois premières épreuves de la compétition,.
Lors des Jeux olympiques de 2024 à Paris, Swapnil Kusale devient le premier Indien à se qualifier pour la finale de l'épreuve masculine de carabine à 50 mètres à trois positions, et il y remporte la médaille de bronze avec un score de 451,4 en finale.

### Suite de carrière professionnelle
Swapnil Kusale rejoint Central Railway en 2015 comme contrôleur des billets de train. Il demandait une promotion depuis des années. Après avoir remporté la médaille de bronze, il bénéficié d'une double promotion et devient officier en service spécial (OSD), dans une cellule sportive à Mumbai.